# ديفيد دودغ
ديفيد دودغ (بالإنجليزية: David Dodge)‏ (18 أغسطس 1910، بيركيلي في الولايات المتحدة - 8 أغسطس 1974 في المكسيك)؛ كاتب وروائي أمريكي.

## روابط خارجية
- ديفيد دودغ على موقع IMDb (الإنجليزية)
- ديفيد دودغ على موقع قاعدة بيانات الفيلم (الإنجليزية)